# オーシャンアロー (高速フェリー)
「オーシャンアロー」は、熊本フェリーと運輸施設整備事業団の発注により建造されたカーフェリー。超細長双胴船と呼ばれる船型を採用した高速の双胴船である。建造は石川島播磨重工業（現・IHI）。1998年4月に就航し、有明海を横断する熊本港 - 島原港の航路を従来フェリーの半分の所要時間（約30分）で結んでいる。

## 経緯
本船の船型は石川島播磨重工業と東京大学船舶海洋工学科教授宮田秀明のグループが共同で開発した双胴船の一種、造波抵抗低減のため各船体を細長くした超細長双胴船 (SSTH: Super Slender Twin Hull) であり、燃費効率が高いなどのメリットがある。30 m級の旅客船、「とらいでんと」に続く70 m級の高速フェリーとして本船が建造された。

## 構造
車両甲板は1層で、前後に車両の荷役に使用するショアランプを持つ全通甲板となっている。船室は2層でラウンジ、バーカウンターも設置されている。

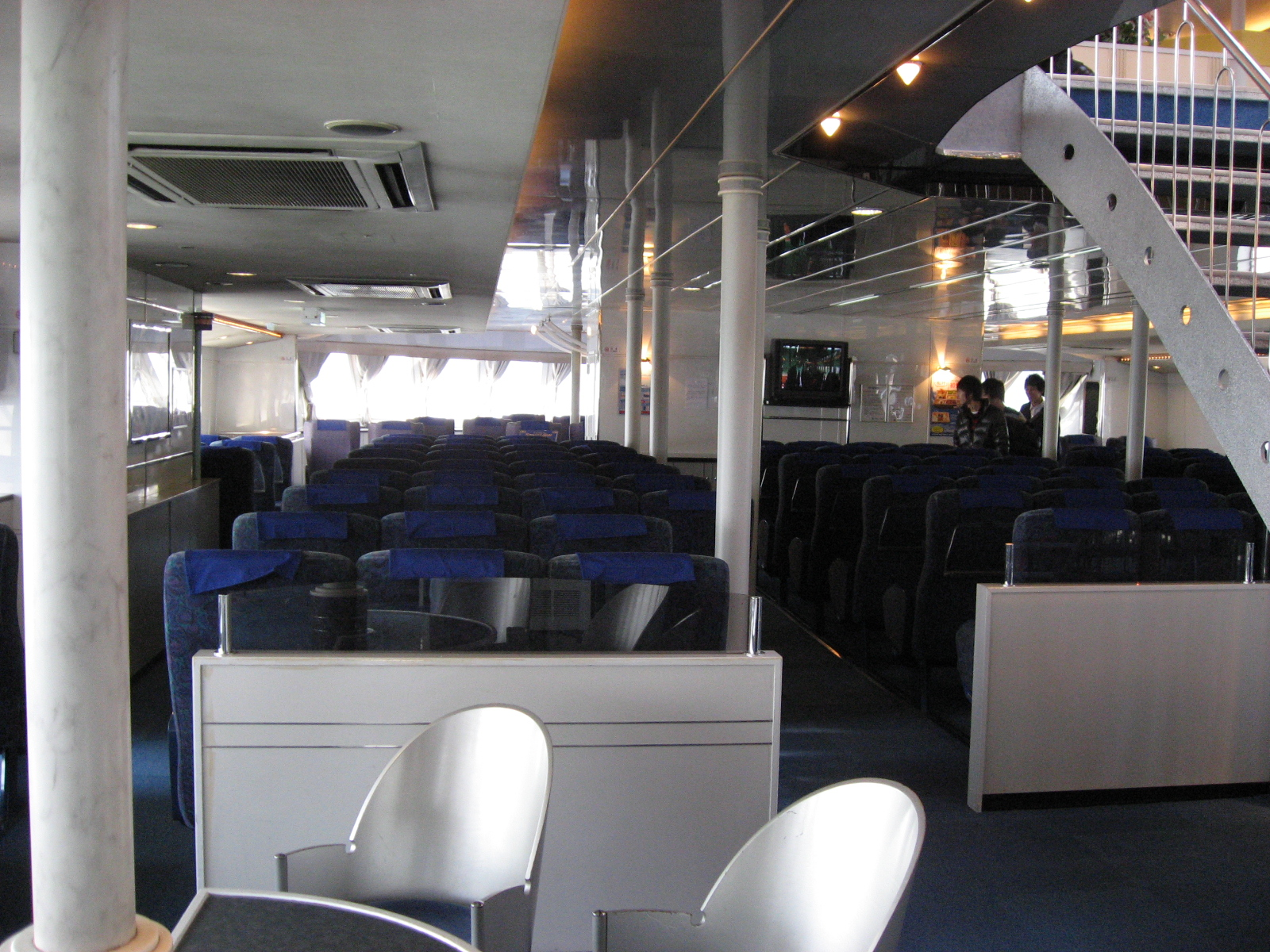
船内
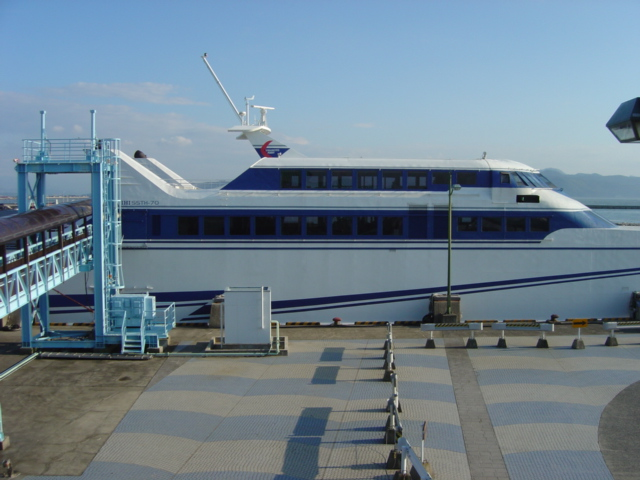
熊本港乗り場から。2004年9月。